# Haussy
 Haussy  es una población y comuna francesa, en la región de Norte-Paso de Calais, departamento de Norte, en el distrito de Cambrai y cantón de Solesmes.

## Demografía
| 2011 | 1919 | 1785 | 1746 | 1623 | 1559 |
| Para los censos de 1962 a 1999 la población legal corresponde a la población sin duplicidades (Fuente: INSEE [Consultar]) |      |      |      |      |      |